# Provazovka
Provazovka (Usnea), lidově Krakonošovy nebo  Fabiánovy vousy, je rod lišejníků s charakteristickou provázkovitou stélkou z čeledi terčovkovité, které rostou především epifyticky na stromech a připomínají šedé či zelenavé vlasy. V Česku se vyskytují zejména na horách, různé druhy však rostou po celém světě. Houba je vřeckovýtrusná, fotobiont je zelená řasa.
Je známo mnoho druhů a vznikají také lokální morfy ovlivněné prostředím. Podle výzkumů z počátku 21. století obsahuje asi 600 druhů. V Česku jde například o druh provazovka obecná (Usnea filipendula) nebo provazovka srstnatá (Usnea hirta).
Provazovky jsou velmi citlivé na znečištění ovzduší, zejména oxidem siřičitým. Používají se k výrobě kyseliny usnové, která hojí povrchová zranění. Provazovka se proto již více než 1000 let sbírá v lidovém lékařství. Je také jedlá a bohatá na vitamín C.